# Joachim Heinrich Truchsess von Waldburg
Joachim Heinrich Graf Truchsess von Waldburg (* 16. Juli 1646 in Wildenhoff; † 14. Oktober 1718 in Königsberg) war ein königlich-preußischer Generalleutnant und Chef eines Bataillons zu Fuß, sowie Amtshauptmann von Angerburg.

## Leben

### Herkunft
Er war der Sohn von Hans Albrecht Truchsess von Waldburg († 1655) Erbherr von Friedrichstein. Seine Mutter war Anna Sybille von Packmohr († 1652), Tochter von Christoph Joachim von Packmohr und Dorothea von Lehndorff. Auch sein Bruder Wolfgang Christoph Truchsess von Waldburg war preußischer General.

### Militärlaufbahn
1675 war er Oberstleutnant in schwedischen Diensten und Chef einer Schwadron Dragoner, als ihn der Kurfürst Friedrich Wilhelm nach Brandenburg zurückrief. Er sollte eigentlich Major im Dragonerregiment Hohendorf werden, kam aber zur Infanterie. 1679 wurde er Oberst und Gouverneur (und Kommandeur) der Festung Pillau. Im Jahr 1692 wurde er zum Chef eines Bataillons von vier Kompanien ernannt, 1693 zum Generalmajor und 1701 zum Generalleutnant.
1706 fasste der preußische König Friedrich I. drei Freikompanien und zwei weitere neugeworbene Kompanien zu einem neuen Bataillon zusammen. Die Freikompanien standen zuvor in Königsberg unter dem Kommando von Boguslav von Croy, der bereits am 7. Februar 1684 verstorben war.
Dieses Bataillon nahm während des spanischen Erbfolgekrieges an den Kämpfen in Italien teil. Zusammen mit dem Bataillon von Heyden ging es im Infanterie-Regiment Nr. 26 auf.

### Familie
Er war mehrfach verheiratet. Seine erste Frau, Freiin Maria Eleonore von Heydeck (* 20. September 1649; † 8. August 1692), Tochter von Wolfgang von Heydeck und Eleonore Truchseß von Waldburg, heiratete er am 13. Mai 1677. Das Paar hatte folgende Kinder:
- Dorothea Henriette (* 7. April 1678; † 13. Oktober 1678)
- Boguslaw Christoph (* 19. September 1679; † 23. April 1690)
- Anna Eleonore (* 12. November 1680; † 26. Mai 1699)
- Helene Maria (* 30. Dezember 1681; † 8. Juli 1710) ⚭ 22. April 1704 Otto Friedrich von der Groeben (* 16. April 1657; † 30. Juni 1728)
- Luise Charlotte Katharina (* 30. März 1683; † 27. Dezember 1742) ⚭ Wolfgang Friedrich von Waldburg († 31. Mai 1726)
- Henriette Sybille (* 1684; † 31. Juli 1736) ⚭ 16. November 1714 Wilhelm Albrecht Schack von Wittenau, königlich-dänischer Generalmajor († 22. Mai 1731)
- Karl Heinrich (* 10. März 1686; † 9. Oktober 1721) preußischer Etatminister ⚭  Katharina Petronella Gräfin Berchtold, Freiin zu Ungarschitz († März 1725)
- Otto Wilhelm (* 24. August 1687; † 1715 auf Rügen) preußischer Oberst ⚭  Dorothea Charlotte von Tettau  (* 1683; † 1. Mai 1748)
- Franz Sebastian Wunibald (* 31. Mai 1691; † 4. Juli 1745) ⚭ 1742 Dorothea von Trzebitzky

Nach dem Tod seiner Frau am 8. August 1692 heiratete er am 10. August 1693 deren jüngere Schwester Anna Dorothea von Heydeck (* 6. Januar 1664; † 8. Mai 1703). Beide hatten folgende Kinder:
- Charlotte Dorothea, (* 31. März 1694; † 1785) ⚭ 2. Mai 1719 Johann Wilhelm, Freiherr Schenk von Tautenburg († 1725)
- Helene Katharina, (* 5. März 1695; † 1715)
- Johanna Elisabeth, (* 24. Juni 1696; † Juli 1696)
- Albertine Elisabeth, seit 1703 Nonne in Herford, (* 8. Oktober 1697)
- Johann Eustachius, (* 31. Oktober 1698; † Juli 1698)
- Dorothea Casimira, (* 15. Dezember 1699; † 1699)
- Anna Dorothea, (* 17. November 1700; † Juli 1700)
- Maria Eleonora, (* 2. Mai 1702; † nach 1703)
- Johanna, (* 7. Mai 1703; † 7. Mai 1703)

Nach dem Tod seiner zweiten Frau im Wochenbett am 8. Mai 1703 heiratete er im gleichen Jahr Luise Tinktor von Ferber († 8. Mai 1722), Witwe des Freiherrn von Dyherrn. Die Ehe blieb ohne Kinder.